# Ива ползучая
И́ва ползу́чая (лат. Salix reptans) — вид цветковых растений из рода Ива (Salix) семейства Ивовые (Salicaceae).
В природе ареал вида охватывает арктические районы Европейской части России.

## Ботаническое описание
Стелющийся кустарничек высотой 5—15 см, большая часть главного ствола находится под землей или, реже, кустарник высотой до 40 см. Ветви плетевидные, укореняющиеся, длиной до 25—50 см, коричнево-серо-зелёные или жёлто-бурые, подземные части нередко кораллово-пурпурные; молодые всегда опушённые длинными волосками, старые — голые или густоволосистые.
Прилистники ланцетные или эллиптические, цельнокрайные, длиной 1—3 мм, чаще отсутствуют. Листья яйцевидные, эллиптические, обратнояйцевидные или ланцетные, на конце округлённые или заострённые, в основании слабо суженные или тупые, иногда сердцевидные, длиной 2—3 см, шириной 0,5—2,5 см, цельнокрайные, сверху матово-зелёные, снизу бледнее, серо-зелёные, на широких, снизу волосистых, очень коротких (длиной 1—3 мм) черешках.
Серёжки собраны на боковых веточках, цилиндрически-овальные, диаметром 0,5—1,5 см, мужские длиной до 1,8 см, женские — до 4,5 см. Прицветные чешуйки сверху почти черные, обратнояйцевидные или яйцевидные, снизу более бледные. Тычинки в числе двух, свободные, голые, с тёмными пыльниками. У мужских цветков три внутренних нектарника со сросшимся основанием и часто с глубоко расщеплёнными лопастями; у женских — нектарники чашеобразные, часто с пятью длинными, пальцевидными, коричневыми лопастями. Завязь сидячая, яйцевидно-коническая, тупая, войлочно-мохнатая; рыльца коричневые, удлинённые, часто до основания расщеплённые на длинные узкие лопасти.

## Значение и применение
Хорошо поедается северным оленем (Rangifer tarandus).

## Таксономия
Вид Ива ползучая входит в род Ива (Salix) семейства Ивовые (Salicaceae) порядка Мальпигиецветные (Malpighiales).
|  |                                      |  |                                                             |                                                             |                  |  | ещё 36 семейств (согласно Системе APG II) | ещё 36 семейств (согласно Системе APG II) |                    |  |  |  | ещё более 500 видов |
|  |                                      |  |                                                             |                                                             |                  |  | ещё 36 семейств (согласно Системе APG II) | ещё 36 семейств (согласно Системе APG II) |                    |  |  |  | ещё более 500 видов |
|  |                                      |  |                                                             | порядок Мальпигиецветные                                    |                  |  |                                           |                                           | род Ива            |  |  |  |                     |
|  |                                      |  |                                                             | порядок Мальпигиецветные                                    |                  |  |                                           |                                           | род Ива            |  |  |  |                     |
|  | отдел Цветковые, или Покрытосеменные |  |                                                             |                                                             | семейство Ивовые |  |                                           |                                           | вид Ива ползучая   |  |  |  |                     |
|  | отдел Цветковые, или Покрытосеменные |  |                                                             |                                                             | семейство Ивовые |  |                                           |                                           |                    |  |  |  |                     |
|  |                                      |  | ещё 44 порядка цветковых растений (согласно Системе APG II) | ещё 44 порядка цветковых растений (согласно Системе APG II) |                  |  |                                           | ещё около 57 родов                        | ещё около 57 родов |  |  |  |                     |
|  |                                      |  |                                                             | ещё 44 порядка цветковых растений (согласно Системе APG II) |                  |  |                                           |                                           | ещё около 57 родов |  |  |  |                     |